# Havana Brown
De Havana Brown was het resultaat van een kruising tussen een Siamees en een zwarte huiskat. Een groep kattenliefhebbers in Engeland bracht deze kruising tot stand in de jaren 50. In Europa wordt de Havana Brown gezien als de effen-bruine kleurvariëteit van de Oosters korthaar, ook bekend als het Oosters-type. 

## Rasontwikkeling
Het staat in oude documenten dat geheel bruine katten er wel degelijk waren in 1890, de naam die ze deze dieren hadden gegeven was de Zwitserse Bergkat. Deze waren verdwenen tot na de Tweede Wereldoorlog, met de meest logische verklaring dat de Engelse Siamezen club hun fokken ontmoedigde. De Zwitserse Bergkat werd nooit gebruikt in het fokprogramma van de hedendaagse Havana Brown. Het is wel hoogstwaarschijnlijk dat ze genetisch verwant zijn aan elkaar door de Siamees.

### Oosters-type

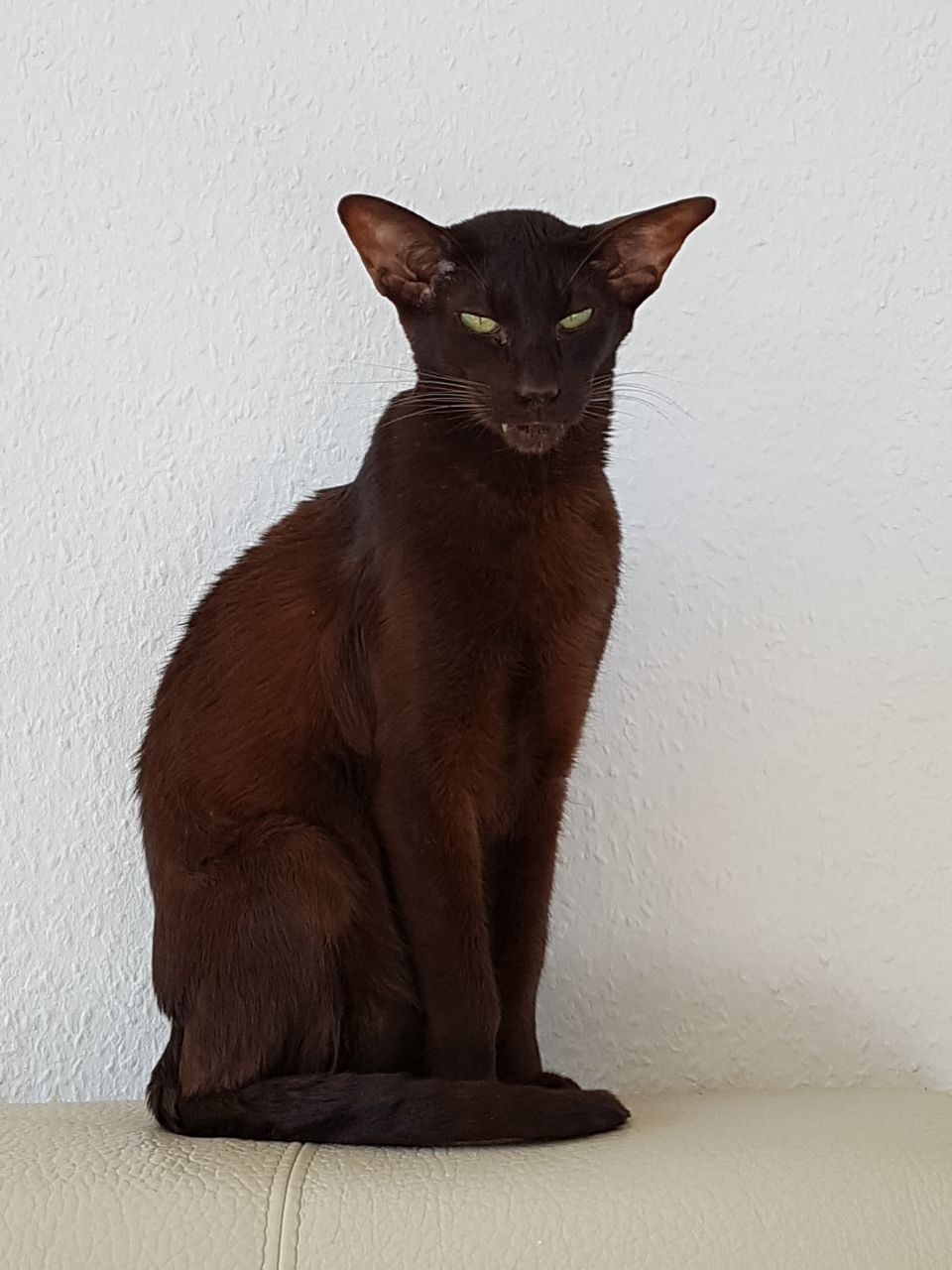
Oosters-type

In het begin van de jaren 50 begon een groep Engelse kattenliefhebbers samen te werken om een egaal bruine kat te ontwikkelen van het Oosters-type. Ze noemden zichzelf "de Havana Groep" welke later de "de Kastanje Bruin Groep" werd. Deze groep fokkers creëerde het fundament van de Havana Brown zoals we hem vandaag kennen. De dames die credit kregen voor deze inspanning zijn Mrs. Armitage Hargreaves van de Laurentide Cattery, Mrs. Munroe-Smith van de Elmtower Cattery, de barones Von Ullmann van de Roofspringer Cattery, Mrs. Elsie Fisher van de Praha Cattery en Mrs. Judd van de Crossways Cattery. Door selectief te kiezen voor een Siamees met het "chocolade" gen en deze te kruisen met een zwarte kat die ook het "chocolade" gen droeg, werden er kittens geboren die de kastanje (chocolade) kleur hadden. Tegenwoordig wordt in Europa de Havana Brown gezien als de effen-bruine kleurvariëteit van de Oosters korthaar. 
Het ras bleef zich ontwikkelen en werd bekend als de Kastanjebruine Oosterse kat en bleef lijken op de Siamees. Al vroeg in het fokprogramma werden twee kittens geëxporteerd naar Siamees fokkers in de Verenigde Staten. Het volgende decennium begon het ras problemen te krijgen op het genetische gebied. Het werd noodzakelijk om andere rassen in te brengen vanwege de genenpool, maar het uiterlijk begon te veranderen en dit was niet wat de oorspronkelijke fokkers in gedachten hadden. Deze verandering in koers bracht een breuk in de groep teweeg en zorgde voor veel problemen in het doorzetten van het fokprogramma. Al snel was de Kastanjebruine Kat gefokt in diverse kleuren, hij werd bekend als de Oosterse kat met een systeem om de diverse kleuren aan te geven. 

### Amerikaans-type

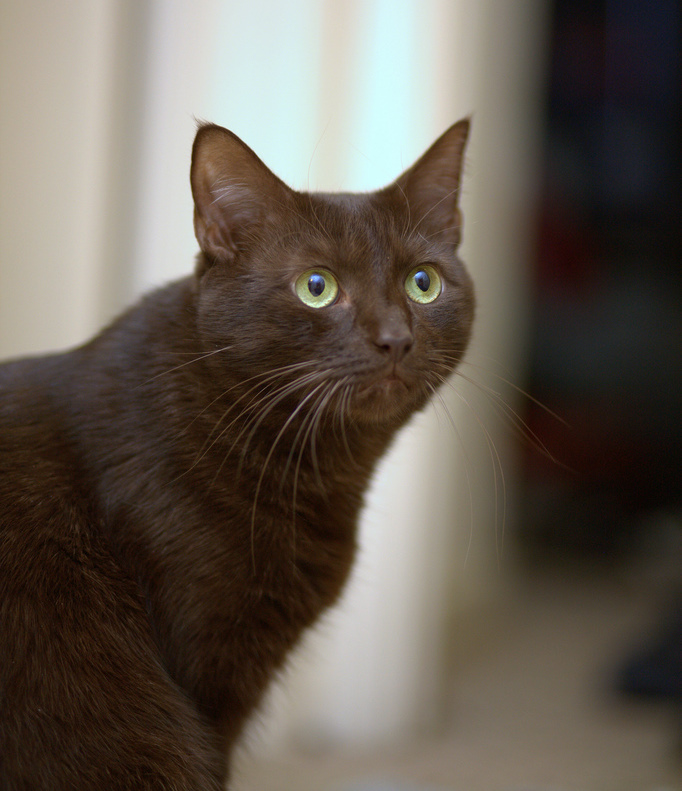
Amerikaans-type

In de Verenigde Staten werden de geïmporteerde kittens gekruist met de chocoladebruine en de zwart-colorpoint Siamees. Deze produceerden alleen maar chocoladebruine of getekende kittens en de fokkers selecteerden streng op de egaal bruine kittens. Door de genetische diversiteit werden al snel eventuele problemen opgelost welke gezien waren in de eerdere fasen van het fokprogramma. De Amerikaanse fokkers streefden ernaar om de katten het uiterlijk en de kleur te laten behouden zoals die waren van de oorspronkelijke kittens. Maar, de katten in de Verenigde Staten zagen er wel anders uit dan de katten uit het Verenigd Koninkrijk. De Amerikaanse fokkers legden de focus op het behouden van het unieke hoofd en fokten niet naar andere extremen. De Amerikaanse versie was matig in elk opzicht, met een warme, mahonie kleur dat door leek te gaan in elke nakomeling. 
In 1964 werd de Havana Brown geaccepteerd voor een kampioenstatus in 's werelds grootste kattenregistratie, de Cat Fanciers’ Association (CFA).

### Suffolk

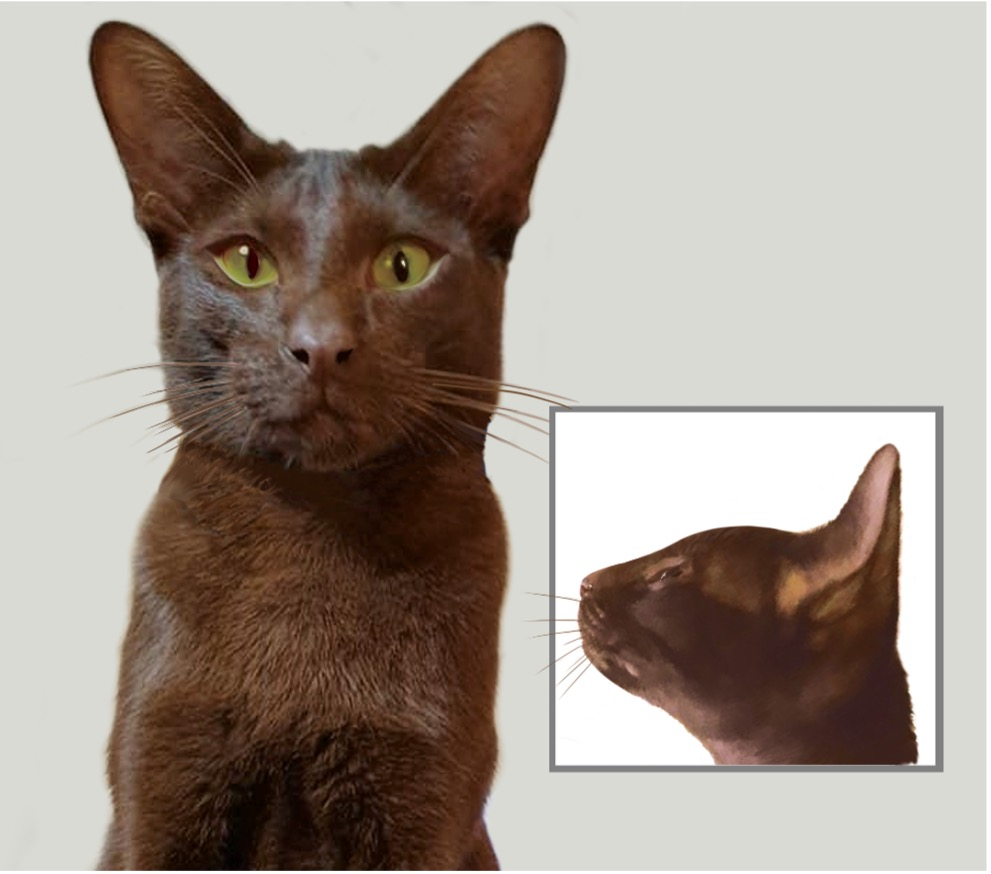
Suffolk

In het begin van deze eeuw begon een groep fokkers uit Engeland de visie van de vroegere Havana-fokkers te imiteren. Ze maakten grote stappen in het isoleren van het chocoladebruine DNA en er was een constant komen van chocoladebruine, lilakleurige en colorpoint kittens. In 2011 werd er een geregistreerde Havana Brown geïmporteerd uit Europa en werd zijn oriëntaalse uiterlijk terug gefokt. Deze katten voegden toe dat, naast het selectief fokken qua type, het uiterlijk van sommige Engelse Havana's meer op die Orïentaalse Havana begon te lijken. In juni 2014 kwam dit ras terecht bij de GCCF onder de naam Suffolk. Deze alternatieve naam werd gebruikt omdat de GCCF de naam Havana gebruikte voor een chocoladebruine Oosterse Korthaar, welke zij toch wensten dat dit ras verloren was gegaan. Alhoewel er een Havana Brown gebruikt is in het fokprogramma van de Suffolk, mogen ze niet verward worden met de Havana Brown. De Suffolk is veel meer gerelateerd aan de Kastanjebruine/Havana Oosterse dan de Havana Brown.

## Eigenschappen

### Uiterlijk

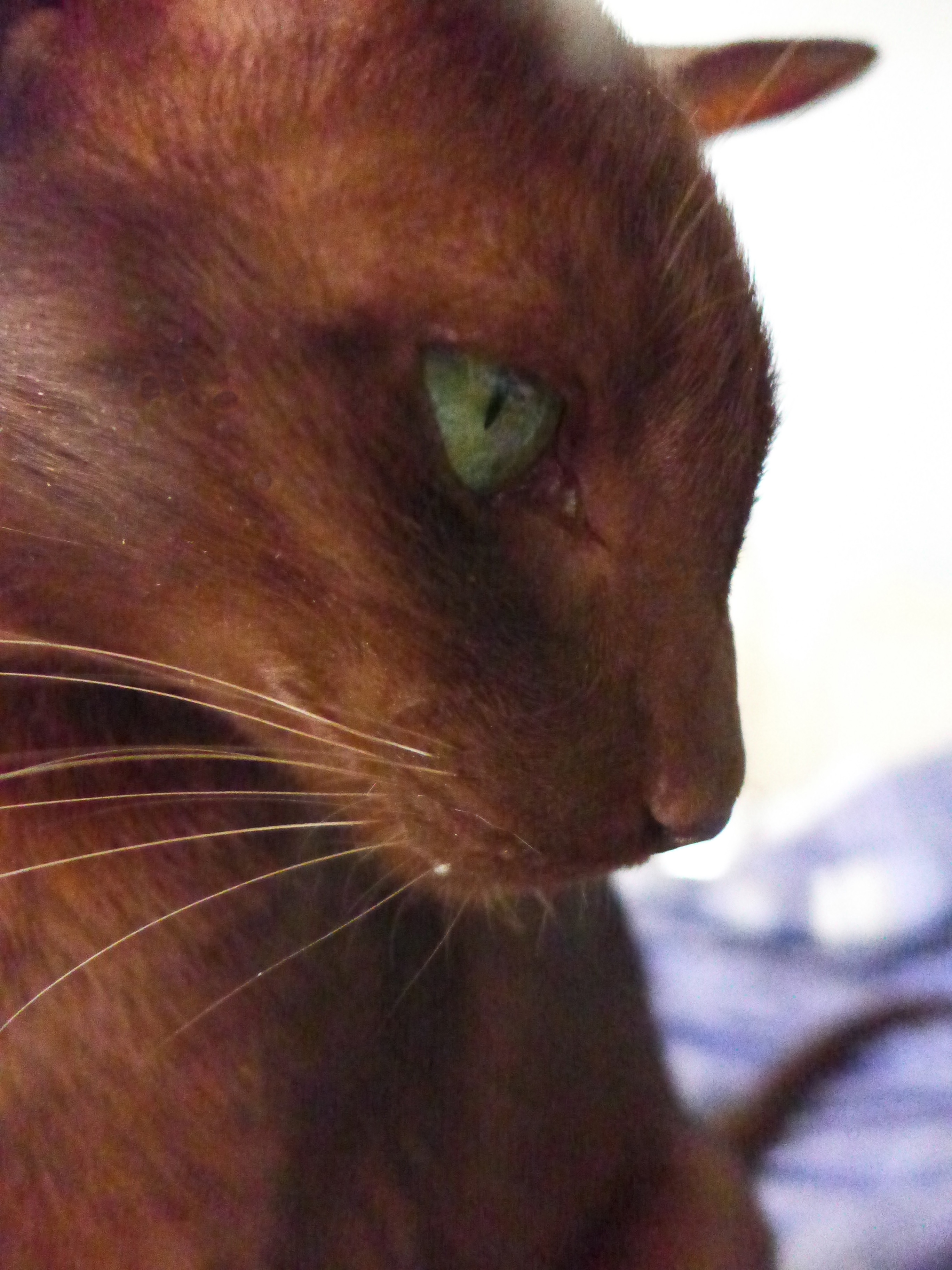
Kopstudie profiel typische neusbrug van het Oosters-type

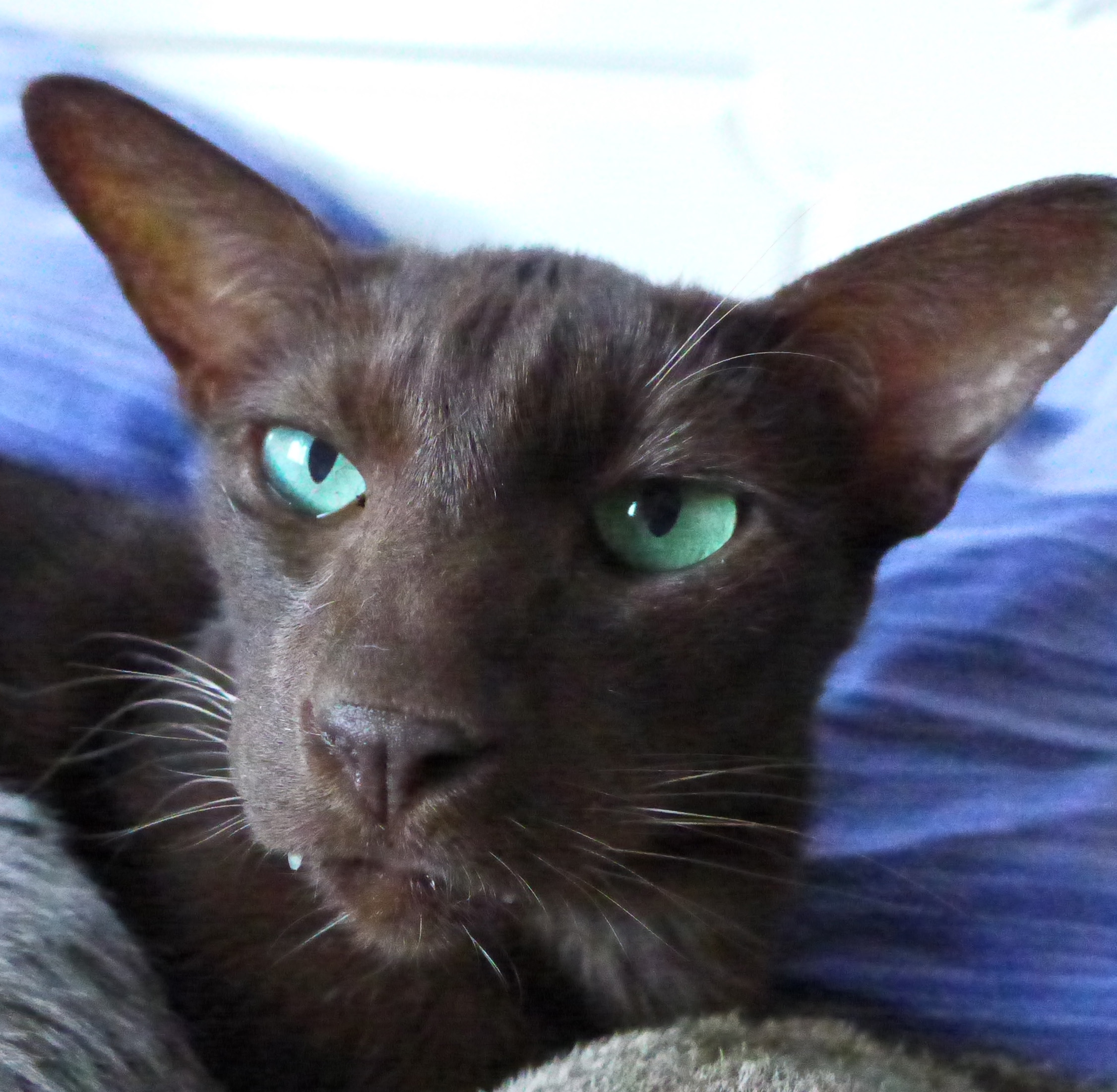
Kopstudie typische wigvorm van het Oosters-type

De Havana Brown is een evenwichtige, middelgrote, gespierde, kortharige kat met een gewone lichaamslengte. Gesteriliseerde dieren hebben de neiging groter en wat dikker te worden. Ze zijn redelijk actief, vergeleken met andere kortharige rassen. De vachtkleur moet warm bruin zijn, bijna het typerende roodbruin, zonder duidelijke cyperstrepen (kittens zullen altijd markeringen hebben maar deze verdwijnen als de kat ouder wordt en zijn compleet verdwenen na hun eerste levensjaar). De snorharen moeten ook bruin zijn en de oogkleur groen. Het hoofd moet iets langer zijn dan breed, maar het mag niet lijken op een wig. Qua profiel moet de neus een duidelijke stop hebben en een verandering in richting hebben naar de ogen toe. De voetkussentjes moeten zachtroze of roze zijn maar mogen nooit zwart zijn. De oren zijn relatief lang. Er mag niks extreems zijn aan deze kat, hij moet aantrekkelijk en degelijk zijn. De katers zijn over het algemeen groter dan de poezen en zijn zeer middelmatig in gewicht vergeleken met andere rassen.

### Karakter
De Havana Brown is een intelligente kat, die vaak zijn poten gebruikt om dingen te onderzoeken en te communiceren met zijn eigenaren. Nieuwsgierigheid leidt hem juist naar de deur als er mensen over de vloer komen, terwijl andere rassen juist graag weg zouden duiken. 
Havana Browns hechten zich sterk aan hun familie en worden liever niet voor langere periodes alleen gelaten. Ze zijn nieuwsgierig en interactief en willen graag een deel zijn van alles wat hun eigenaar doet.
De meest logische verklaring wat betreft hun naam, dit is ook de verklaring welke de meeste Havana Brown aanhangers geloven, is dat de vachtkleur veel lijkt op die van de Havana sigaren, hoewel sommigen argumenteren dat de naam afgeleid is van het Havana konijn, welke ook deze kleur heeft. Dit zou een meer logische verklaring zijn op basis van de geschiedenis in Engeland. 
Bij dit ras is maar weinig verzorging vereist; af en toe een borstel en een vochtige doek over de vacht twee keer per week, samen met een goed dieet. 
Er zijn geen genetische ziektes bekend bij dit ras. Ze zullen misschien een iets hogere kans hebben op geïrriteerd tandvlees dan andere rassen, dit omdat ze sterk verwant zijn aan de Siamees.

## Erkenning
Dit ras was erkend voor competitie in de VS sinds het eind van de jaren 50. Het werd beschouwd als een uitstervend ras, omdat de genenpool heel klein was. Aan het eind van de jaren 90 waren er maar 12 CFA-geregistreerde Havana Brown cattery's en minder dan 130 raszuivere katten. Sindsdien heeft het ras een enorme groei doorgemaakt. In 2015 waren er dubbel zoveel fokkers en cattery's verdeeld over de hele wereld, waarvan de meeste wonen in de Verenigde Staten en in Europa. 